# 이와시로국

이와시로노쿠니

이와시로노쿠니(일본어: 岩代国)는 후쿠시마현에 위치한 일본의 옛 구니이다. 현재의 후쿠시마현 아이즈와 나카도리에 해당한다.
동쪽 이와키노쿠니와 후쿠시마 현의 중앙을 나눈다. 구체적으로는 북의 다테군과 아다치군이 이와시로노쿠니, 남의 히가시시라카와군과 니시시라카와군이 이와키노쿠니으로, (그러나, 옛 다이신촌 서부는 이와시로노쿠니)로 그 중앙에 있는 아부쿠마강이 양국의 경계 역할을 하였다.
1868년 12월 7일, 무쓰노쿠니를 나누어 설치되었다.

## 같이 보기
- 이와세국
- 산리쿠